# HD 68951
HD 68951，又名BD+72 409，SAO 6504、HR 3236，是一颗恒星，视星等为5.98，位于銀經142.29，銀緯32.46，其B1900.0坐标为赤經8h 9m 39.3s，赤緯+72° 32.46′ 3″。